# Jeff Ayres
Jeffrey Curtis "Jeff" Ayres (Ontário (Califórnia), 29 de abril de 1987) é um basquetebolista profissional estadunidense que atualmente joga pelo Eskişehir Basket que disputa a BSL.

## Estatísticas

##### Temporada regular
| Ano     | Equipe        | PJ  | PT | MPP  | %TC  | %3P  | %TL   | RPP | APP | ROB | TPP | PPP |
| ------- | ------------- | --- | -- | ---- | ---- | ---- | ----- | --- | --- | --- | --- | --- |
| 2009-10 | Portland      | 39  | 4  | 10.4 | .662 | .000 | .900  | 2.5 | .0  | .2  | .4  | 2.7 |
| 2011-12 | Indiana       | 20  | 1  | 5.3  | .417 | .000 | .571  | 1.6 | .2  | .2  | .1  | 1.7 |
| 2012-13 | Indiana       | 37  | 0  | 10.0 | .484 | .500 | .913  | 2.8 | .4  | .2  | .3  | 3.9 |
| 2013-14 | San Antonio   | 73  | 10 | 13.0 | .580 | .000 | .691  | 3.5 | .8  | .2  | .3  | 3.3 |
| 2014-15 | San Antonio   | 51  | 0  | 7.5  | .579 | .000 | .750  | 2.3 | .3  | .2  | .2  | 2.7 |
| 2015-16 | L.A. Clippers | 17  | 0  | 6.3  | .522 | .000 | 1.000 | 1.3 | .3  | .0  | .2  | 1.8 |
| Total   | Total         | 237 | 15 | 9.8  | .553 | .400 | .776  | 2.7 | .4  | .2  | .3  | 2.9 |

##### Playoffs
| Ano   | Equipe      | PJ | PT | MPP | %TC  | %3P  | %TL  | RPP | APP | ROB | TPP | PPP |
| ----- | ----------- | -- | -- | --- | ---- | ---- | ---- | --- | --- | --- | --- | --- |
| 2010  | Portland    | 3  | 0  | 5.7 | .500 | .000 | .750 | .7  | .0  | .7  | 1.0 | 2.3 |
| 2012  | Indiana     | 4  | 0  | 2.3 | .333 | .000 | .000 | .5  | .0  | .0  | .0  | .5  |
| 2013  | Indiana     | 9  | 0  | 7.9 | .333 | .000 | .000 | 2.0 | .1  | .0  | .2  | 1.8 |
| 2014  | San Antonio | 17 | 0  | 3.8 | .462 | .000 | .625 | 1.1 | .3  | .0  | .0  | 1.0 |
| 2015  | San Antonio | 3  | 0  | 4.0 | .000 | .000 | .000 | 1.0 | .7  | .0  | .0  | .0  |
| Total | Total       | 36 | 0  | 4.8 | .378 | .000 | .667 | 1.2 | .2  | .1  | .1  | 1.2 |